# قمبوان
قمبوان هي قرية في مقاطعة شهرضا، إيران. عدد سكان هذه القرية هو 1,792 في سنة 2006.